# Clockers
Clockers is een Amerikaanse film uit 1995, geregisseerd door Spike Lee en gebaseerd op het gelijknamige boek van Richard Price. De titel is afgeleid uit straattaal en betekent zoveel als een drugsdealer op het laagste echelon.

## Verhaal
De film start met een beeld van het hoofdpersonage, de drugsdealer Strike, aan het begin van een nieuwe dag. Hij vult zijn tijd voornamelijk met het opknappen van vuile klusjes voor de notoire Rodney. Wanneer deze laatste Strike laat verstaan dat hij een zekere Darryl Adams koud moet maken zoekt Strike eerst een bar op. Daar ontmoet hij zijn broer, Victor Dunham. Victor is een eerlijke, hardwerkende vader die zijn breekpunt echter bereikt heeft. 
Na het relaas van Strike aangehoord te hebben krijgen we de moord te zien, maar niet de dader. De rechercheurs Rocco Klein en Larry Mazilli worden belast met het onderzoek. Victor wordt al gauw ondervraagd en tot grote verbazing van Rocco bekent hij de moord. Rocco heeft het moeilijk dit te geloven omdat alles erop wijst dat Victor zijn jongere broer in bescherming neemt. 
Hij bedenkt dan ook een plan waarmee hij Strike klem kan zetten en waardoor Strike niet veilig meer is in de buurt van Rodney. Dit plan werkt en al gauw kan Strike geen kant maar uit, tot de moeder van Strike en Victor met de waarheid aan het licht komt.

## Rolverdeling
| Acteur            | Personage               |
| ----------------- | ----------------------- |
| Harvey Keitel     | detective Rocco Klein   |
| John Turturro     | detective Larry Mazilli |
| Delroy Lindo      | Rodney Little           |
| Mekhi Phifer      | Ronald 'Strike' Dunham  |
| Isaiah Washington | Victor Dunham           |
| Keith David       | André the Giant         |
| Pee Wee Love      | Tyrone 'Shorty' Jeeter  |
| Sticky Fingaz     | Scientific              |
| Regina Taylor     | Iris Jeeter             |
| Hassan Johnson    | Skills                  |
| Michael Imperioli | detective Jo-Jo         |